# ماهواره امید
ماهوارهٔ اُمید، نخستین ماهوارهٔ ساخت کشور ایران است که تمام تجهیزاتش در صنایع الکترونیک ایران طراحی و تولید شده‌است. ساخت ماهوارهٔ تحقیقاتی «امید» از ۱۵ اسفند ۱۳۸۴ آغاز شد و طی ۲ سال آماده انجام تست‌های مشترک شد.
ماهوارهٔ «امید» شامگاه 2 فوریهٔ ۲۰۰۹ میلادی (۱۴ بهمن ۱۳۸۷) و در سی‌امین سالگرد پیروزی انقلاب ۱۳۵۷ در مدار فضا قرار گرفت. و در ۵ اردیبهشت ۱۳۸۸ با جو غلیظ مناطق غربی آمریکای جنوبی و اقیانوس آرام برخورد کرد و به کار ۸۲ روزهٔ خود پایان داد.
در سال ۲۰۰۸ میلادی ابتدا ستاد کل نیروهای مسلح ایران اعلام کرد که ماهوارهٔ امید با یک «موشک ایرانی» به فضا فرستاده شده‌است اما ساعاتی بعد خبر پرتاب ماهوارهٔ امید تکذیب و تأکید شد که تنها موشک ماهواره بر سفیر امید، که قرار است در آینده ماهوارهٔ امید را به فضا منتقل کند، آزمایش شده‌است.
«امید» دومین ماهوارهٔ ایران در مدار بود. نخستین ماهواره سینا ۱ است که توسط روسیه در سال ۲۰۰۵ ساخته و برای ایران به فضا پرتاب شده‌است.
پیش از ایران هشت کشور؛ شوروی (۱۹۵۷م)، ایالات متحده آمریکا (۱۹۵۸م)، فرانسه (۱۹۶۵م)، ژاپن (۱۹۷۰م)، چین (۱۹۷۰م)، بریتانیا (۱۹۷۱م)، هند (۱۹۸۰م) و اسرائیل (۱۹۸۸م) مستقلاً موفق به پرتاب ماهواره شده بودند.

## بازخورد در جهان
ناسا تأیید کرد که این پرتاب موفقیت‌آمیز بوده‌است. هم‌چنین محمود احمدی‌نژاد، رئیس‌جمهور پیشین ایران، گفت: «این ماهواره پرتاب شد تا یکتاپرستی و صلح و عدالت را در جهان بگسترد.» وزیر امور خارجهٔ ایران منوچهر متکی گفت این ماهواره پرتاب شد تا نیازهای کشور را برآورده سازد و کاملاً برای اهداف صلح‌آمیز است. منابع ارتش آمریکا خاطرنشان کردند که این پرتاب باعث نگرانی است اما تعادل قدرت را در منطقه تهدید نمی‌کند.

## مشخصات فنی
- نوع ماهواره: مخابراتی

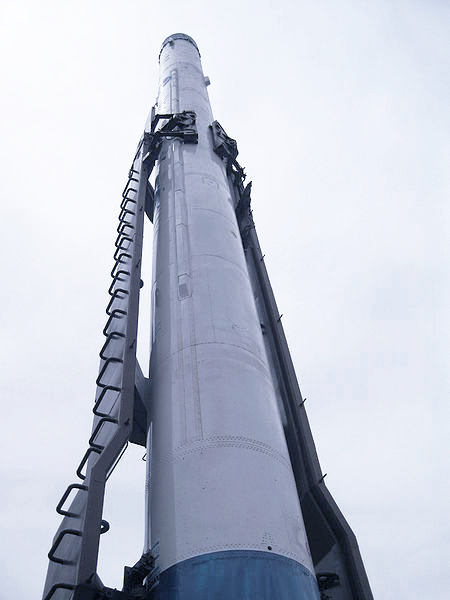
ماهواره‌بر سفیر امید ۲ که این ماهواره را فضا برد.

- ابعاد کلی سازه در حالت بسته: ۳۸ در ۳۸ سانتی‌متر
- وزن: ۲۷ کیلوگرم
- کنترل حرارات: غیرفعال
- باند فرکانس: UHF-VHF
- تاریخ شروع مأموریت: 14بهمن ۱۳۸۷

ساختار ایستگاه‌های زمینی ماهوارهٔ امید
- ایستگاه‌های رنجینگ (۴ ایستگاه)
- ایستگاه‌های تله‌متری و تله‌کامند (۳ ایستگاه)
- ایستگاه کنترل مرکزی (ا ایستگاه)[۴]

== ویژگی‌ها 
ماهواره ی امید در هر ۲۴ ساعت، ۱۵ بار به دور زمین می‌چرخید و گزارش‌های دورسنجی به مرکز فضایی در ایران می‌فرستاد.
این ماهواره همچنین دو باند بسامد و هشت آنتن برای ارسال اطلاعات داشت که در هر بار چرخش، دو بار توسط ایستگاه‌های زمینی کنترل و هدایت می‌شد.
ماهوارهٔ امید از نوع ماهواره سبک بود و توسط ماهواره بر «سفیر دو» در مدار قرار گرفته‌بود. این ماهواره با هدف برقراری ارتباطات متقابل ماهواره و ایستگاه زمینی، تعیین مشخصات مداری و دورسنجی مشخصات زیرسامانه‌ها، در مدار زمین قرار داده شده بود.
مدت زمان فعالیت این ماهواره، ۵۰ روز اعلام شده‌است.
این ماهواره که در ارتفاع ۲۴۶ تا ۳۷۷ کیلومتری زمین و در درون جو قرار داشت و در مدار پایین بود (ماهواره‌های مدار بالا یا زمین‌گرد که بسیار محدود هستند در ارتفاع ۳۶٬۰۰۰ کیلومتری سطح زمین قرار می‌گیرند) و براساس مأموریت تعریف‌شده برای آن، پس از مدتی در اثر اصطکاک هوا انرژی خود را از دست داد و سقوط کرد.

## سامانهٔ فضایی بومی ایران

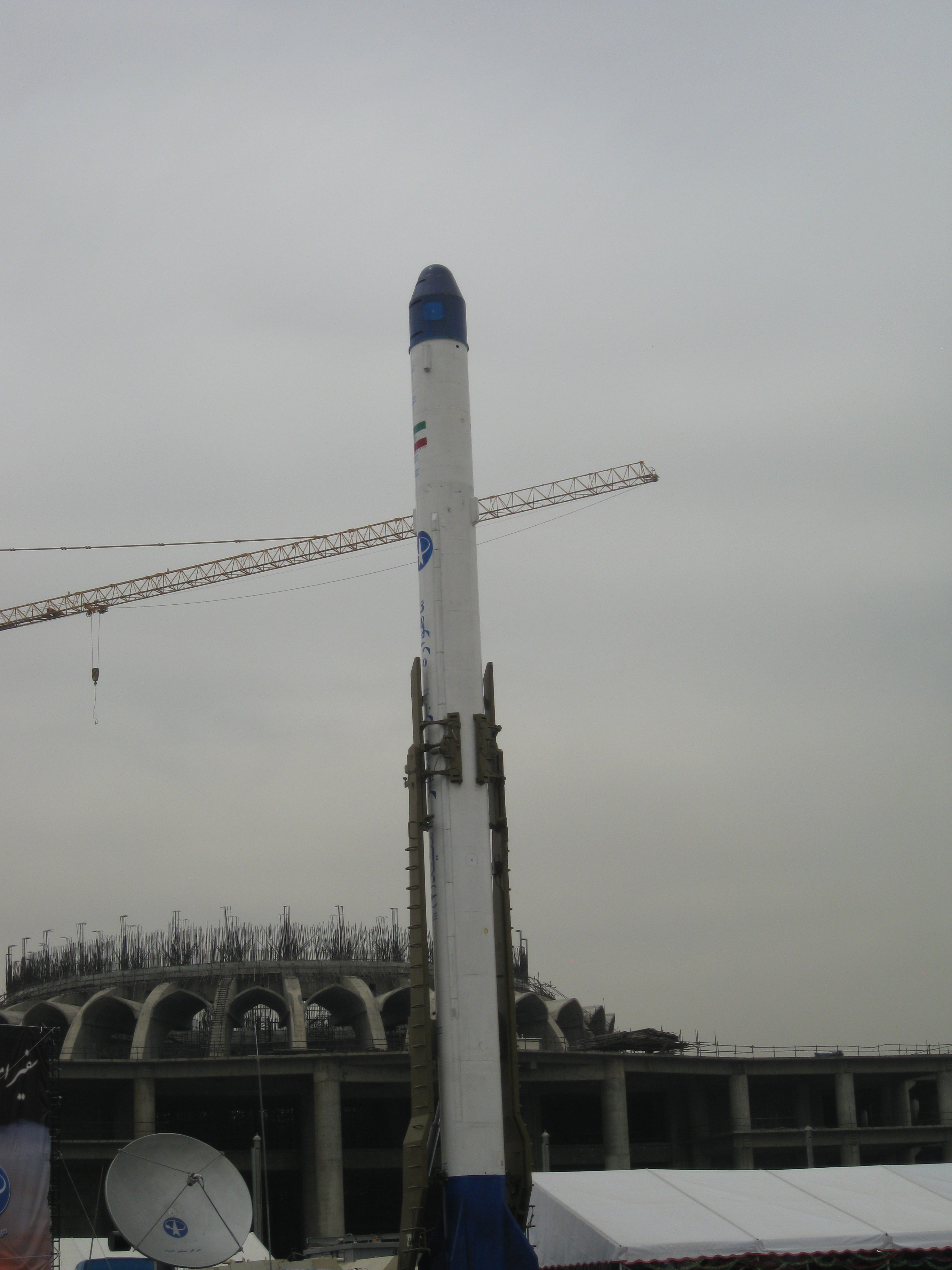
ماهواره امید سوار بر ماهواره بر سفیر

ایستگاه هدایت و کنترل ماهواره در مدار ارتفاع پایین نیز وظیفهٔ تعیین موقعیت ماهواره در مدار را بر عهده داشته و ارتباط رادیویی با ماهواره برقرار می‌کند و فرمان‌های کنترلی را به ماهواره ارسال نموده و پاسخ آن را دریافت می‌کند. این ماهواره توسط ماهواره‌بر سفیر ساخت ایران توسط موشک سفیر از پایگاه فضایی ایران، به مدار پرتاب شد. موشک سفیر برای پرتاب این ماهواره به فضا طراحی شده‌است.
ماهوارهٔ امید به همراه ایستگاه‌های زیرزمینی و پرتاب فضایی، جمعاً نخستین سامانهٔ فضایی بومی ایران را تشکیل می‌دادند. ماهواره‌های ویژهٔ ایران عبارتند از ماهوارهٔ زهره، ماهوارهٔ سینا، ماهوارهٔ پارس و ماهواره‌های مصباح ۱ و مصباح ۲.

## پرتاب آزمایشی
احمدی‌نژاد در افتتاح مرکز فضایی نو ایران در چهارم فوریهٔ ۲۰۰۸ گفت که ماهوارهٔ امید در آیندهٔ نزدیک پرتاب خواهد شد. ایران در ۱۷ اوت ۲۰۰۸م از آزمایش موفقیت‌آمیز یک موشک فضایی که قادر است یک ماهواره را حمل کرده و در مدار زمین قرار دهد خبر داد و بسیاری از دولت‌های غربی آن را تکذیب کردند که از میان آنان می‌توان به فرانسه اشاره کرد که گفت این موشک نمی‌تواند در طبقات بالایی جو عمل کند.

## مدار
این ماهواره با زاویه میل مداری ۵۵٫۵ درجه در مدار زمین قرار داشت.
ارتفاع مدار این ماهواره ۲۴۶ تا ۳۷۷ کیلومتر بود و در هر ۹۰٫۷۶ دقیقه یک بار به دور زمین می‌چرخید.

## بازتاب در رسانه‌های غربی

مقایسهٔ ابعادی ماهواره‌بر سفیر با پیشرفته‌ترین موشک‌های نظامی دوربرد ساخت ایران

نیویورک تایمز اظهار داشت «پرتاب ماهوارهٔ امید فقط یک پیشرفت نمادین بوده‌است چرا که ماهواره بسیار کوچک بوده‌است ولی این عمل اشارات نظامی بالقوه‌ای در پی داشته‌است». این روزنامه همچنین به نقل از جفری فوردن از مؤسسهٔ فناوری ماساچوست نوشت: ایران با وجود رویارویی مخالفت جهانی و تحریم‌های متعدد، به این مجمع (کشورهای دارای فناوری ماهواره) منحصربه‌فرد پیوست. وی حرکت ایران را یک شاهکار فناورانه توصیف کرد.
همچنین به نوشتهٔ هفته‌نامهٔ نیوزویک، ایران یک آزمایش شکست‌خوردهٔ دیگر برای پرتاب این موشک داشته‌است و «طبق تحقیقات، فناوری این ماهواره به ۵۰ سال پیش بازمی‌گردد و این مشابهٔ راکتی است که ماهوارهٔ اسپوتنیک-۱ روسی را در سال ۱۹۵۷م در فضا قرار داد.»
پرتاب این ماهواره که به‌معنی افزایش برد موشک‌های ایران به ۲٬۵۰۰ کیلومتر است، به نفع هواداران سپر موشکی آمریکا می‌باشد.
دولت‌های غربی اعلام داشتند: ایران گام هراس‌انگیزی برداشته‌است تا موشک‌های دور بردی پرتاب کند که چه بسا قادر به حمل کلاهک‌های هسته‌ای است. همچنین یکی از مسئولان عالی‌رتبهٔ پنتاگون در گزارشی به شبکهٔ سی‌ان‌ان گفت ایرانیان در پرتاب موشک موفق نشدند. وی افزود وزارت دفاع اطلاعاتی در دست دارد که نشان می‌دهد موشکی که ایران از پرتاب آن خبر داد «به هدفی که برای آن طراحی شده بود نرسید»

## واکنش کشورهای غربی
- ایالات متحده آمریکا: سخنگوی کاخ سفید رابرت گیتس، اظهار داشت عمل پرتاب ماهواره ما را متقاعد نمی‌کند که ایران به‌طور مسئولیت‌پذیرانه‌ای در حال پیشبرد ثبات و امنیت منطقه است.[۲۸]
- بریتانیا: وزیر امور خارجهٔ بریتانیا بیل رمل در پی این پرتاب، «نگرانی‌های جدی» را اعلام کرد.[۲۸]

## تصویر روی اسکناس
| تصویر | تصویر | ارزش  | دوره چاپ            | سال چاپ                |
| رو    | پشت   | ارزش  | دوره چاپ            | سال چاپ                |
| ----- | ----- | ----- | ------------------- | ---------------------- |
|       |       | ۵٬۰۰۰ | جمهوری اسلامی ایران | ۱۳۹۰ سری روح‌الله خمینی |